# 汪漢
汪漢（1483年—？年），字淵之，南直隶安庆府懷寧縣人，明朝政治人物。

## 生平
治《易經》，行一，由縣學生中式嘉靖元年（1522年）壬午科應天府鄉試第二十六名舉人，嘉靖二年（1523年）聯捷癸未科會試第十二名，第二甲第八十八名進士。授南京户部主事，历工部都水司郎中，官至湖广永州府知府。時猺獞構乱，汪汉请求派兵征剿，事未成，以病归乡而卒，後论功，赏赐金币于家。

## 家族
曾祖汪彦亨。祖父汪小七。父汪容。前母钱氏；母詹氏。永感下。